# Maria Comnena (regina di Gerusalemme)
Maria Comnena (in greco medievale: Μαρία Κομνηνή, Maria Komnēnē) (1154 circa – 1208/1217) fu la seconda moglie del re di Gerusalemme Amalrico I e madre della regina Isabella.

## Biografia
Era la figlia di Giovanni Comneno, per qualche tempo dux bizantino di Cipro, e di Maria Taronitissa. Suo padre apparteneva alla dinastia dei Comneni, che dal 1081 governava l'Impero bizantino con fermezza e competenza. Sua madre discendeva da un ramo cadetto della dinastia dei Bagratidi, gli antichi re d'Armenia. Sua sorella Teodora sposò il Principe d'Antiochia Boemondo III e suo fratello Alessio fu brevemente, nel 1185, pretendente al trono dell'Impero bizantino.

### Regina di Gerusalemme
Nel 1164 il re Amalrico, dopo aver imposto il suo protettorato sul califfato fatimide d'Egitto, era ansioso di stringere un'alleanza con l'impero bizantino per consolidare i suoi successi.
Essendo già stato annullato il suo primo matrimonio con Agnese di Courtenay, Amalrico decise di chiedere all'imperatore bizantino Manuele I Comneno (1143-1180) una sposa proveniente dalla famiglia imperiale e per questo inviò a Costantinopoli Ernesius, arcivescovo di Cesarea ed Eudes de Saint-Amand.
Questi tornarono, dopo due anni di negoziati, con la principessa Maria Comnena, pronipote dell'imperatore che le aveva conferito una ricca dote; nell'agosto 1167 approdarono a Tiro dove le nozze furono celebrate tra grandi festeggiamenti il 29 agosto 1167.
Il matrimonio fu l'occasione di avviare nuovi negoziati: nei primi mesi del 1168 Amalrico inviò due ambasciatori di Gerusalemme, Alessandro da Gravina e Michele d'Otranto, poi anche Guglielmo di Tiro partì per Costantinopoli ed i negoziati portarono, nel settembre 1168, ad un trattato di spartizione dell'Egitto tra ifranj e bizantini che però non poté essere applicato perché i Crociati attaccarono troppo presto l'Egitto ed incontrano una resistenza che li costrinse ad andarsene.
Maria ed Amalrico ebbero una figlia, Isabella, nel 1172, ed una bimba morta alla nascita nel 1173.
Amalrico diede come morgengabio la Signoria di Nablus a Maria che, rimasta vedova l'11 luglio 1174, vi si ritirò con Isabella.
A succedere ad Amalrico I fu suo figlio nato dal primo matrimonio, Baldovino IV il lebbroso, poi Sibilla, moglie di Guido di Lusignano.

### Signora di Nablus

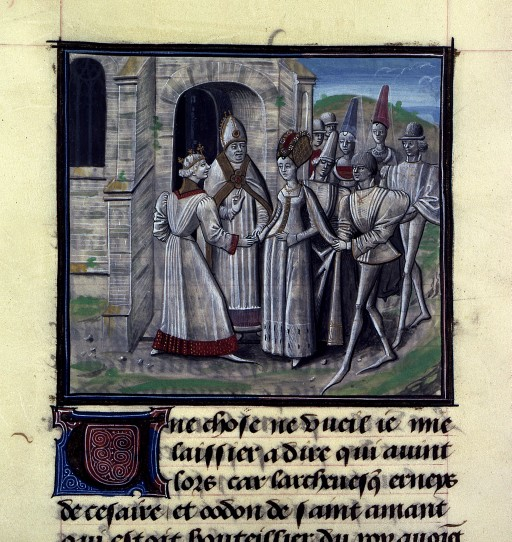
Matrimonio di Amalrico e Maria.
Guglielmo di Tiro, Historia
miniatura del XV secolo.

Nel 1177 Maria si risposò con Baliano di Ibelin, da questa unione nacquero almeno quattro figli:
- Helvis di Ibelin, che sposò:

Reginaldo di Sidone vedovo d Agnese di Courtenay
Guido di Montfort
- Giovanni di Ibelin, Signore di Beirut e connestabile di Gerusalemme, che sposò:

Helvis di Nephin, e poi
Melisenda di Arsur
- Margherita, che sposò:

Ugo di Tiberiade (figliastro di Raimondo III di Tripoli),
Gualtiero di Cesarea
- Filippo di Ibelin, balivo (reggente) di Cipro, che sposò Alice di Montbéliard.

Nel novembre 1183 Maria non poté impedire il matrimonio di sua figlia Isabella con Umfredo IV di Toron, voluto dal re Baldovino IV che aveva probabilmente anche l'obiettivo politico di sottrarre la fanciulla all'influenza della famiglia del suo patrigno, gli Ibelin.
A quanto pare tale obiettivo fu raggiunto: la madre ed il patrigno di Umfredo, Stefania de Milly e Rinaldo di Châtillon, riuscirono a restringere sempre più i contatti di Isabella con la madre Maria e il patrigno Baliano. Una cronaca coeva afferma che Stefania odiava Maria e le impedì di avere contatti con la figlia.
Maria Comnena soggiornava regolarmente a Corte e si trovava a Gerusalemme nel luglio 1187, quando l'esercito crociato fu distrutto da quello di Saladino alla battaglia di Hattin.
Baliano di Ibelin, che era riuscito a lasciare il campo di battaglia senza essere catturato o ucciso, ottenne da Saladino un salvacondotto che lo autorizzava a recarsi a Gerusalemme per prendere sua moglie ed i suoi figli e portarli a Tiro. 
Ma gli abitanti di Gerusalemme, nel panico, lo supplicarono di prendere il comando delle difese della città, Baliano accettò, scusandosi con Saladino per non aver mantenuto i suoi impegni.
Saladino accettò le scuse e fece ugualmente scortare fino a Tripoli la regina Sibilla, la regina madre Maria Comnena, i suoi figli, Tommaso di Ibelin signore di Ramla e nipote di Baliano, insieme ai figli del Signore di Gibelletto.
Maria ottenne da Saladino anche il permesso di portare con sé tutte le sue proprietà, servitori, oggetti preziosi e croci incrostate d'oro e di gioielli.
Dopo la caduta di Gerusalemme il regno sembrava perduto quando arrivò Corrado del Monferrato, che prese il comando delle difese di Tiro riuscendo a resistere a Saladino.
Baliano e Maria si installarono a Tiro.
Quando Guido di Lusignano, rilasciato da Saladino, si presentò alle porte di Tiro, Corrado gli rifiutò il permesso di entrare in città, sostenuto dalla maggioranza dei baroni che ritenevano Guido responsabile della disfatta subita per mano di Saladino, allora Guido si diresse verso San Giovanni d'Acri, caduta in mano ai musulmani, per assediarla.
Corrado (zio del defunto re Baldovino V) cercava di dare legittimità alla sua rivendicazione del trono ed i baroni cominciarono a considerare la possibilità di far annullare il matrimonio di Umfredo ed Isabella, che in quanto figlia di Amalrico vantava diritti al trono.
Maria e Baliano appoggiarono Corrado del Monferrato nella sua lotta per la corona contro Guido; essi organizzarono l'annullamento del matrimonio di Isabella per permetterle di sposare Corrado rafforzando così le sue pretese al trono.
Mentre Maria Comnena, che ottenne così la sua rivincita su Stefania de Milly, passava il suo tempo a convincere Isabella, un barone sfidò Umfredo di Toron, che rifiutò di battersi rinunciando così a sua moglie.
Per questo, Maria e Baliano si guadagnarono l'ostilità di Riccardo I d'Inghilterra e dei suoi cronachisti:
(Itinerarium Peregrinorum et Gesta Regis Ricardi)
Dopo il trattato di pace che pose ufficialmente fine alla terza crociata, Saladino diede a Baliano di Ibelin la signoria di Caymont, a titolo di vitalizio, in compensazione dei feudi che egli aveva conquistato.
Baliano di Ibelin morì nel 1193; nel 1197 i Crociati riconquistano Beirut che fu data in feudo a suo figlio maggiore Giovanni di Ibelin.
Come nonna di Alice di Champagne, una delle figlie che Isabella aveva avuto dal suo terzo marito Enrico II di Champagne, Maria nel 1208 condusse i negoziati matrimoniali con Cipro che portarono alle nozze di Alice con Ugo I di Cipro.
Bianca di Navarra, reggente e Contessa di Champagne, vedova dello zio paterno di Alice, fornì la dote per Alice.
Questa è l'ultima volta che Maria viene menzionata, morì certamente prima dell'ottobre 1217.